# Burnt Oak Brook
Der Burnt Oak Brook ist ein Wasserlauf im London Borough of Barnet, England. Er entsteht im Lyndhurst Park und fließt in südwestlicher Richtung durch den Watling Park. Er mündet unterirdisch westlich der U-Bahn-Station Burnt Oak in den Silk Stream.